# Addams Family Values
Addams Family Values és una pel·lícula estrenada l'any 1993, la qual pertany als gèneres de comèdia i terror. Produïda per Paramount Pictures l'any 1993, està basada en la franquícia de la Família Addams. És la seqüela de la pel·lícula estrenada l'any 1991 La família Addams.

## Sinopsi
Gomez (Raúl Juliá) i Morticia Addams (Anjelica Huston) donen la benvinguda al naixement del seu tercer fill, Pubert (Kaitlyn i Kristen Hooper). Els seus germans grans, Wednesday (Christina Ricci) i Pugsley (Jimmy Workman) són antagònics cap al seu nou germanet i, a partir de mètodes per divertir-se comuns entre els nens de la família Addams, però letals per a un nen de l'edat d'en Pubert, tracten de matar-lo diverses vegades, afortunadament, però, aquest sobreviu fortuïtament a cada intent.
Gomez i Morticia, preocupats per aquest comportament, decideixen buscar una mainadera per a cuidar els nens. Després que Wednesday i Pugsley espantin les tres primeres sol·licitants: la primera, una dona amant de la naturalesa amb la intenció d'inculcar als nens el costum de cuidar d'aquesta; la segona, una dona estricta i sense paciència amb ells, la qual exigeix als dos germans grans que li diguin on està en Pubert si sospita que han tractat de fer-li alguna cosa; i la tercera, una dona que utilitza un titella per interactuar amb els nens, i mitjançant una actitud molt simpàtica i entusiasta, intenta inútilment ensenyar-los bons costums (com ajudar en els deures domèstics), Debbie (Joan Cusack) és contractada. L'oncle Fester (Christopher Lloyd) s'enamora immediatament d'ella. No obstant això, ningú coneix que la veritable identitat de la Debbie és la de "la vídua negra", una assassina que provoca misteriosos accidents en els quals moren els seus pretendents, així provocant que l'herència d'aquests se la deixin a ella.
La Wednesday i en Pugsley sospiten de la Debbie, creient que ella va darrere de les riqueses de l'oncle Fester. Quan la Debbie descobreix les sospites dels nens, convenç a en Gomez i la Morticia perquè enviïn als seus fills a un campament d'estiu. En aquest campament, en Pugsley i la Wednesday ràpidament es fan enemics dels amos, en Gary (Peter MacNicol) i la Becky Granger (Christine Baranski) i la pretensiosa Amanda Buckman (Mercedes McNab). En Joel Glicker (David Krumholtz), un altre pària social, s'enamora de la Wednesday.
Mentrestant, la Debbie avança el seu pla per seduir a en Fester: ella li declara el seu amor a ell i aconsegueix que es comprometin afirmant ser verge i dient que no poden consumar la seva relació fins al matrimoni. La Wednesday i en Pugsley estan consternats per la notícia i tracten d'escapar del campament, mentre que en Gary i la Becky intenten diverses vegades fer-los persones "normals". Se'ls permet assistir a les noces, i Wednesday convida a en Joel.
Durant el seu viatge de noces, la Debbie intenta electrocutar a en Fester deixant caure una ràdio a la banyera amb ell a dins, però aquest no es veu afectat. Frustrada per la capacitat de recuperació de la seva parella, la Debbie utilitza la seva abraçada sexual sobre en Fester per a manipular-lo, fent així que trenqui tots els llaços que té amb la seva família. La parella es muda a una luxosa mansió i quan en Gomez, la Morticia, l'àvia (Carol Kane) i en Lurch (Carel Struycken) intenten visitar-lo, la Debbie els ho prohibeix. En Pubert passa per canvis dramàtics, els quals l'àvia diagnostica com una condició sorgida a partir de l'ansietat causada per la separació dels seus germans i l'aïllament d'en Fester respecte la família, i determina que, si la crisi familiar no es deté, aquesta condició es tornarà permanent, així provocant que en el futur en Pubert es torni alguna cosa que els Addams considerin avorrible o deshonrós.
Quan tornen al campament, la Wednesday es nega a participar com a Pocahontas en la producció musical d'Acció de Gràcies. Ella, en Pugsley, i en Joel estan atrapats en el ''Campament Harmonia'' i, per frenar el seu comportament hostil, són obligats a visionar pel·lícules familiars optimistes (incloent-hi les pel·lícules de Disney i alguns musicals), fet que per ells és equivalent a una autèntica tortura. Quan surten de la barraca, la Wednesday fingeix una alegria desmesurada i es compromet a exercir el paper de Pocahontas davant de la multitud que espera, però ho fa amb una expressió facial que espanta els nens del campament i dona a entendre de manera evident que es venjarà pel que li acaben de fer passar. I en efecte, durant l'obra, inicia una revolta donant un discurs sobre l'explotació i extermini de les races indígenes de manera eixordadora en sortir-se del guió i emportant-se als altres marginats socials (els quals tots s'han disfressat com indígenes americans), captura a en Gary, la Becky, i l'Amanda, els lliga a un pal que els nens fan girar sobre una fogata (emprant la tècnica culinària del Spiedo) i els crema vius, igual que la protagonista de l'obra quan la lliguen a una foguera a la qual calen foc. Després d'això i molt més, abandonen el campament, tot i que abans de marxar, la Wednesday i en Joel es fan un petó.
La Debbie intenta, un cop més, matar a en Fester, aquest cop utilitzant una bomba. Quan ell sobreviu un altre cop, ella s'horroritza, treu una pistola i mentre l'apunta admet que mai el va estimar i que només s'hi va casar per diners. En el moment en el qual ella està a punt de disparar, en Thing atropella a la Debbie per darrere, així ajudant a en Fester a escapar. Després, en Thing es fica dins del cotxe i els espanta. En Fester, la Wednesday i en Pugsley arriben a la mansió Addams, però la reunió familiar es veu interrompuda per una Debbie enfadada, la qual els lliga amb una corda - exceptuant a en Pubert - a cadires elèctriques i els obliga a veure una presentació de diapositives, la qual explica de manera detallada com va assassinar als seus pares i anteriors marits per no complir amb les seves demandes materialistes. En Pubert, després de tornar a la normalitat, és impulsat a la sala través d'una reacció en cadena a l'estil de Rube Goldberg i manipula els cables pel que la Debbie, en accionar l'interruptor, acaba incinerada, mentre que la família Addams sobreviu.
A la primera festa d'aniversari d'en Pubert, en Fester s'enamora de la nova mainadera dels nens del Cosí Itt, la Dementia. La Wednesday i en Joel visiten la tomba de la Debbie en el cementiri de la família; la Wednesday diu que si ella volgués matar al seu marit, es limitaria a espantar-lo fins que aquest es morís. Quan en Joel deixa flors damunt la tomba, una mà surt del terra, li agafa a en Joel la seva i l'espanta, mentre la Wednesday somriu amb satisfacció.

## Repartiment
- Raúl Juliá com en Gomez Addams.
- Anjelica Huston com la Morticia Addams.
- Christopher Lloyd com en Fester Addams.
- Carol Kane com l'Àvia Addams.
- Joan Cusack com la Debbie Jellinsky.
- Christina Ricci com la Wednesday Addams.
- Jimmy Workman com en Pugsley Addams.
- Kaitlyn Hooper com en Pubert Addams.
- Kristen Hooper com en Pubert Addams malalt.
- Carel Struycken com en Lurch.
- David Krumholtz com en Joel Glicker.
- Christopher Hart com en Thing.
- John Franklin com en Primo Itt.
- Dana Ivey com la Margaret Addams.
- Peter MacNicol com en Gary Granger.
- Christine Baranski com la Becky Martin-Granger.
- Mercedes McNab com la Amanda Buckman.
- Sam McMurray com en Don Buckman.
- Harriet Sansom Harris com la Ellen Buckman.
- Julie Halston com la Mrs. Glicke.
- Barry Sonnenfeld com en Mr. Glicker.
- Nathan Lane com en Desk Sergeant.

## Recepció
Aquest film, Addams Family Values, es va estrenar encapçalant les llistes d'audiència en el seu primer cap de setmana amb un total reportat de 14.117.545 $. Es va reduir a segon lloc en la seva segona setmana, darrere del film conegut com Mrs. Doubtfire, i en la seva tercera setmana, va devallar al tercer lloc seguint les pel·lícules de Mrs. Doubtfire i Un món perfecte.
Als Estats Units, la seva presa de taquilla domèstica final va ser de 48.919.043 $. Com bé podem veure, aquestes xifres només es basen a la taquilla dels Estats Units, i no a la taquilla global, considerant el gran èxit financer mundial que va tenir la pel·lícula.
La pel·lícula ha estat lloada pels crítics lloen amb comentaris molt positius. Rotten Tomatoes, basant-se en 46 opinions, dona a la pel·lícula un 78 %. El consens del lloc diu: «personatges nous, ben desenvolupats, afegeixen dimensió a aquesta sàtira, creant una comèdia molt més important que l'original».